# Sleepringankermotor
De sleepringankermotor is een asynchrone draaistroommotor (inductiemotor) met een bewikkelde rotor, waarvan de aanloopstroom met behulp van weerstanden beperkt kan worden.

## Constructie

Elektrisch schema van sleepringmotor met rotoraanzetweerstanden

De stator van de sleepringankermotor bestaat uit een ringvormig gelamelleerd pakket van dynamoblik, waarin aan de binnenzijde groeven zijn uitgespaard. In de groeven zijn drie spoelen aangebracht, die onderling 120° van elkaar verschoven zijn. Een stroom in de statorwikkelingen wekt een magnetisch draaiveld op in de luchtspleet tussen stator en rotor.
In de groeven van de tevens gelamelleerde rotor is een driefasige wikkeling van koperdraad aangebracht met evenzoveel polen als de stator. De rotorwikkeling is vast in ster geschakeld en de uiteinden ervan zijn verbonden met sleepringen die geïsoleerd op de rotoras zijn geplaatst. Over deze sleepringen slepen koolborstels die verbonden zijn met drie aansluitklemmen. Op deze klemmen wordt - extern - een driefasige rotoraanzetweerstand aangesloten.

## Werking
Een sleepringankermotor waarvan de rotor stilstaat, werkt als een transformator. Het draaiveld van de stator induceert een spanning in de rotorspoelen, die stromen doen lopen. Als gevolg hiervan ontstaat in wikkelingen lorentzkrachten, die samen een roterend koppel vormen. 
De stroom in de rotorwikkeling (en dus ook het koppel) wordt bepaald door de totale weerstandsketen van rotorwikkeling en rotoraanzetweerstand. Door het inzetten van de rotoraanzetweerstand wordt direct de rotorstroom beperkt en indirect ook de aanloopstroom in de statorwikkelingen. Door nu de weerstand zo in te stellen, dat in de rotorwikkeling bij stilstand de vollaststroom optreedt dan zal hierbij de rotor gelijk het vollastkoppel ontwikkelen.
Naarmate de motor sneller gaat draaien, zal de rotorspanning afnemen en dus ook de stroom door de rotorwikkelingen. Hierna kan de weerstand geleidelijk of in stappen worden verlaagd totdat de borstels volledig doorverbonden zijn. De motor draait dan asynchroon verder als een gewone kortsluitankermotor.

## Eigenschappen
- Zelfaanlopend
- Groot aanloopkoppel
- Geringe aanloopstroom, ca. 2,5× nominale stroom
- Toerental is regelbaar binnen zekere grenzen
- Meer onderhoud door de sleepringen en koolborstels
- Extra warmteverliezen in de weerstanden en koolborstels

## Toepassingen
Omdat het aanloopkoppel veel groter is dan dat van een kortsluitankermotor met ster-driehoekschakeling worden sleepringankermotoren vooral toegepast bij sterk belaste aanloop, zoals liften en bruggen. 
Verder worden sleepringankermotoren gebruikt bij grote vermogens waarbij een grote aanloopstroom ontoelaatbaar is.